# 21. Internationale Sechstagefahrt

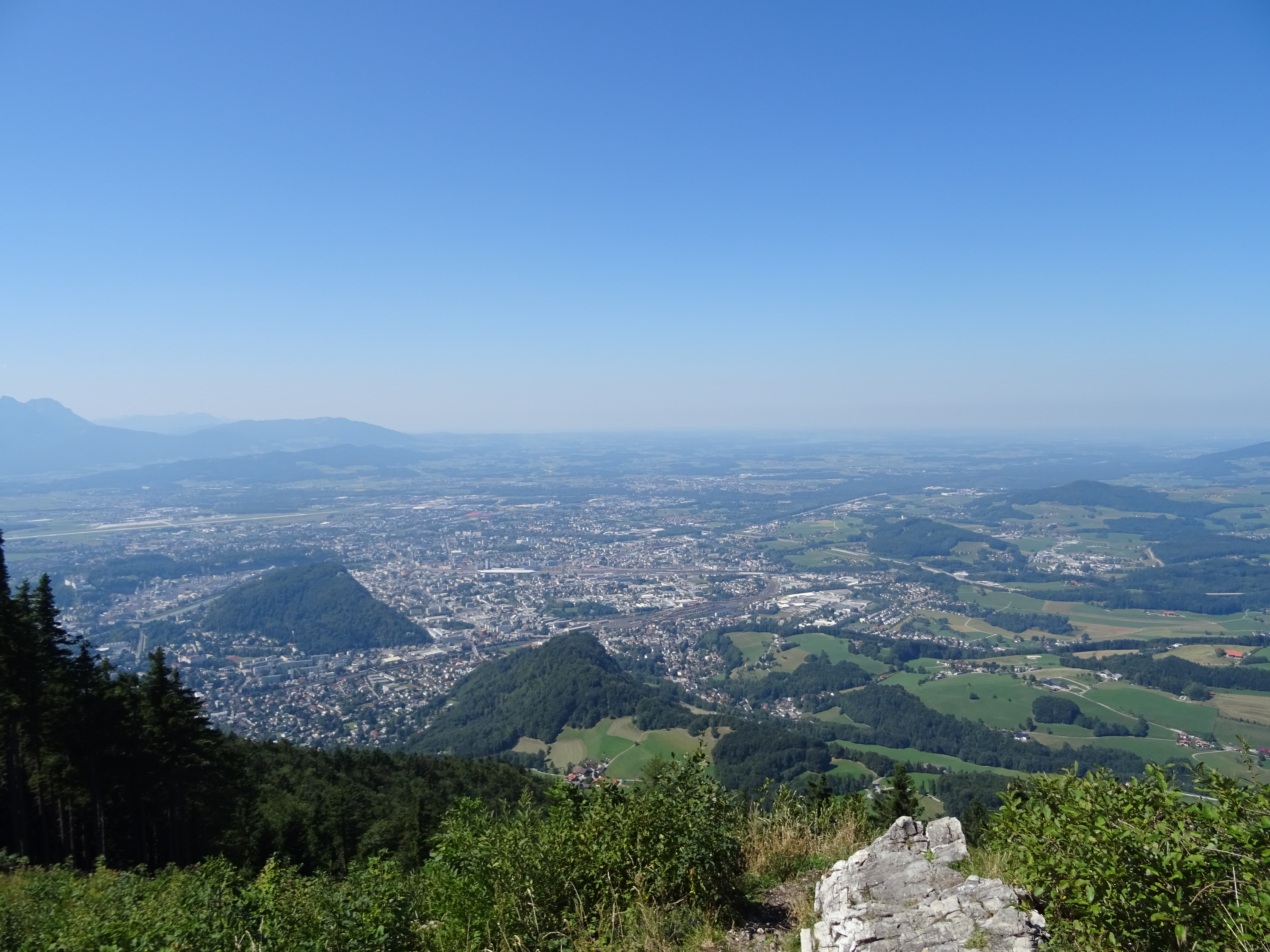
Salzburg, Start- und Zielort der einzelnen Etappen

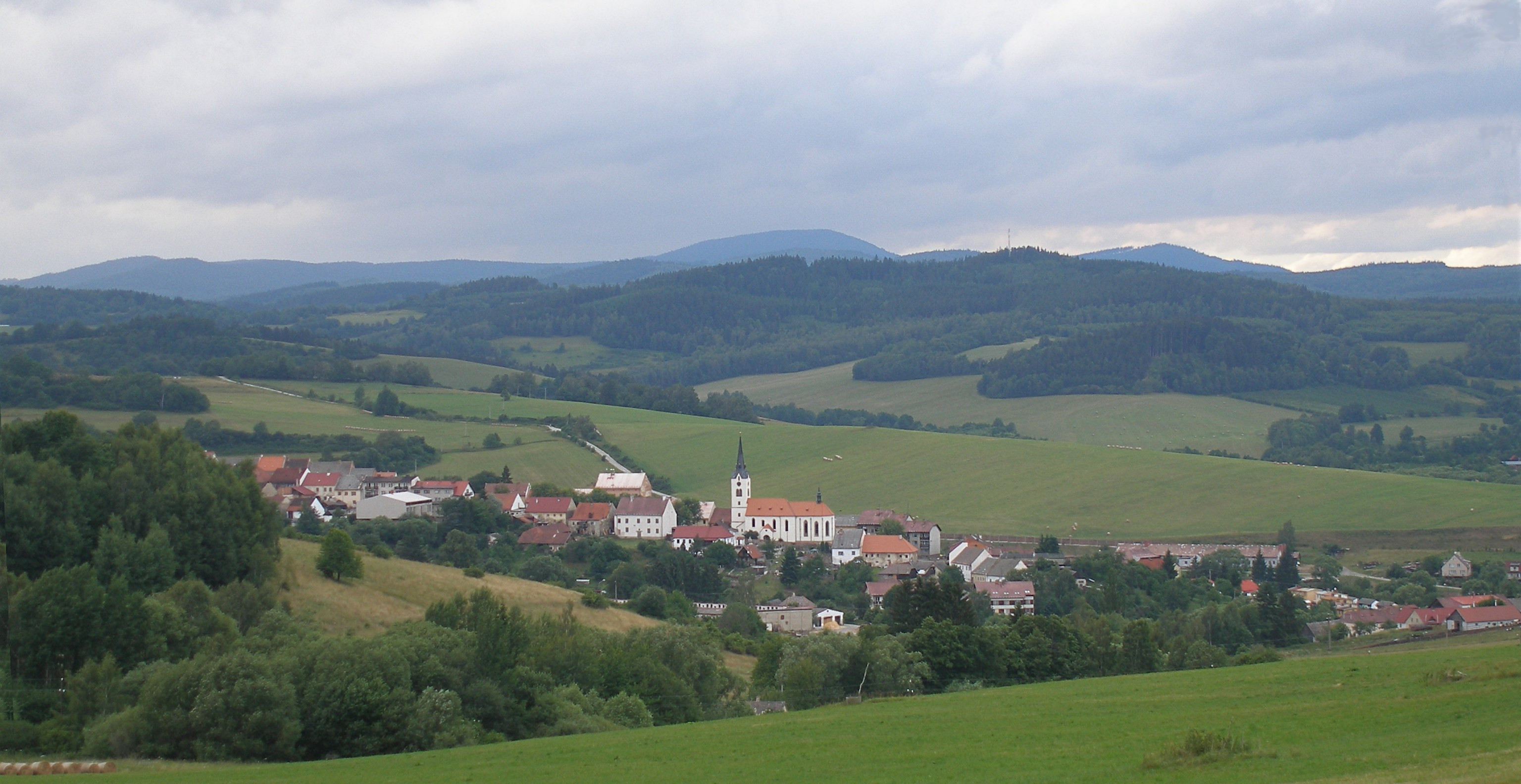
Die Strecke des ersten Fahrtags führte bis in den Böhmerwald, hier Höritz

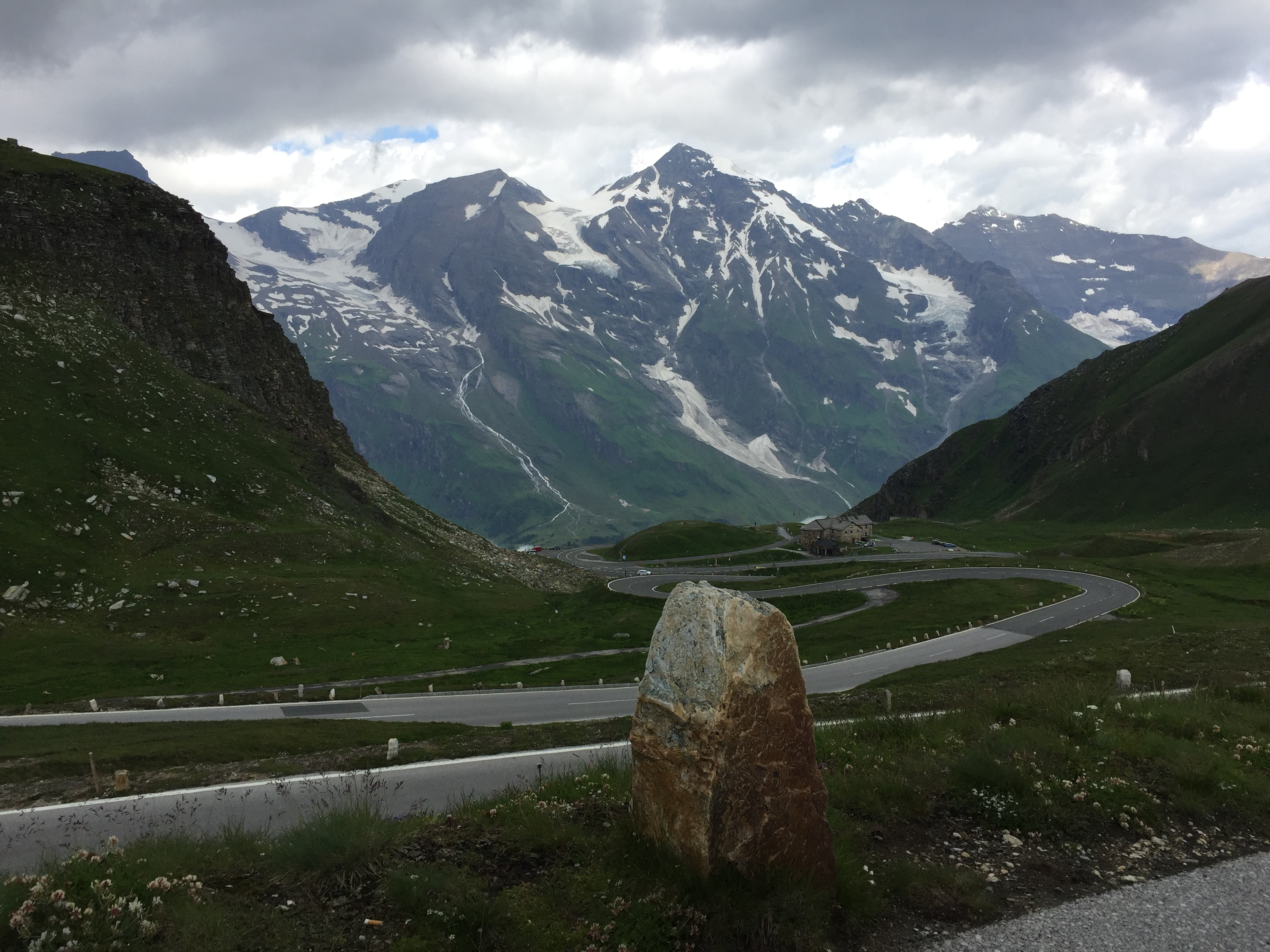
Die Großglockner-Hochalpenstraße, Teilstück der Strecke des dritten Fahrtags

Die 21. Internationale Sechstagefahrt war eine Motorrad-Rennveranstaltung, die vom 21. bis zum 26. August 1939 in Salzburg sowie den umgebenden Alpen, Oberösterreich, Ober- und Niederbayern und dem Böhmerwald stattfand. Die Nationalmannschaften des gastgebenden Deutschen Reichs konnte zum vierten Mal die World Trophy sowie zum dritten Mal die Silbervase gewinnen.
Am fünften Fahrtag zog der britische Motorsportverband auf Grund der drohenden Kriegsgefahr alle seine Mannschaften und die Begleitpersonen zurück und veranlasste deren schnellstmögliche Ausreise in die Schweiz. Es erfolgte kein abschließendes Meeting der Jury, da auch die beiden britischen Mitglieder der Jury abgereist waren. Somit wurden die Ergebnisse nicht bestätigt. – Der internationale Motorsportverband Fédération Internationale des Clubs Motocyclistes erkannte nach dem Zweiten Weltkrieg die Ergebnisse der 21. Sechstagefahrt nicht an. Auch die beiden Siegerpokale gingen in den Kriegswirren verloren.

## Wettkampf

### Organisation

Flagge des NSKK

Ausrichter war die Oberste Nationale Sportbehörde für die Deutsche Kraftfahrt. Mit der Durchführung war die NSKK-Motorgruppe Alpenland beauftragt.
Für den Wettkampf waren 278 Fahrer von neun Motorsportverbänden der FICM gemeldet. Aus dem Deutschen Reich kamen 163, aus Großbritannien 61, aus Italien 30, aus den Niederlanden 13, aus Schweden sechs, aus Ungarn vier sowie ein Belgier.
Um die World Trophy fuhren die Teams aus dem Deutschen Reich, Großbritannien und Italien. In der Silbervasen-Wertung starteten jeweils zwei deutsche, italienische, britische und niederländische sowie eine schwedische Mannschaft.
Insgesamt waren 2365 Kilometer Strecke zu bewältigen.

### 1. Tag

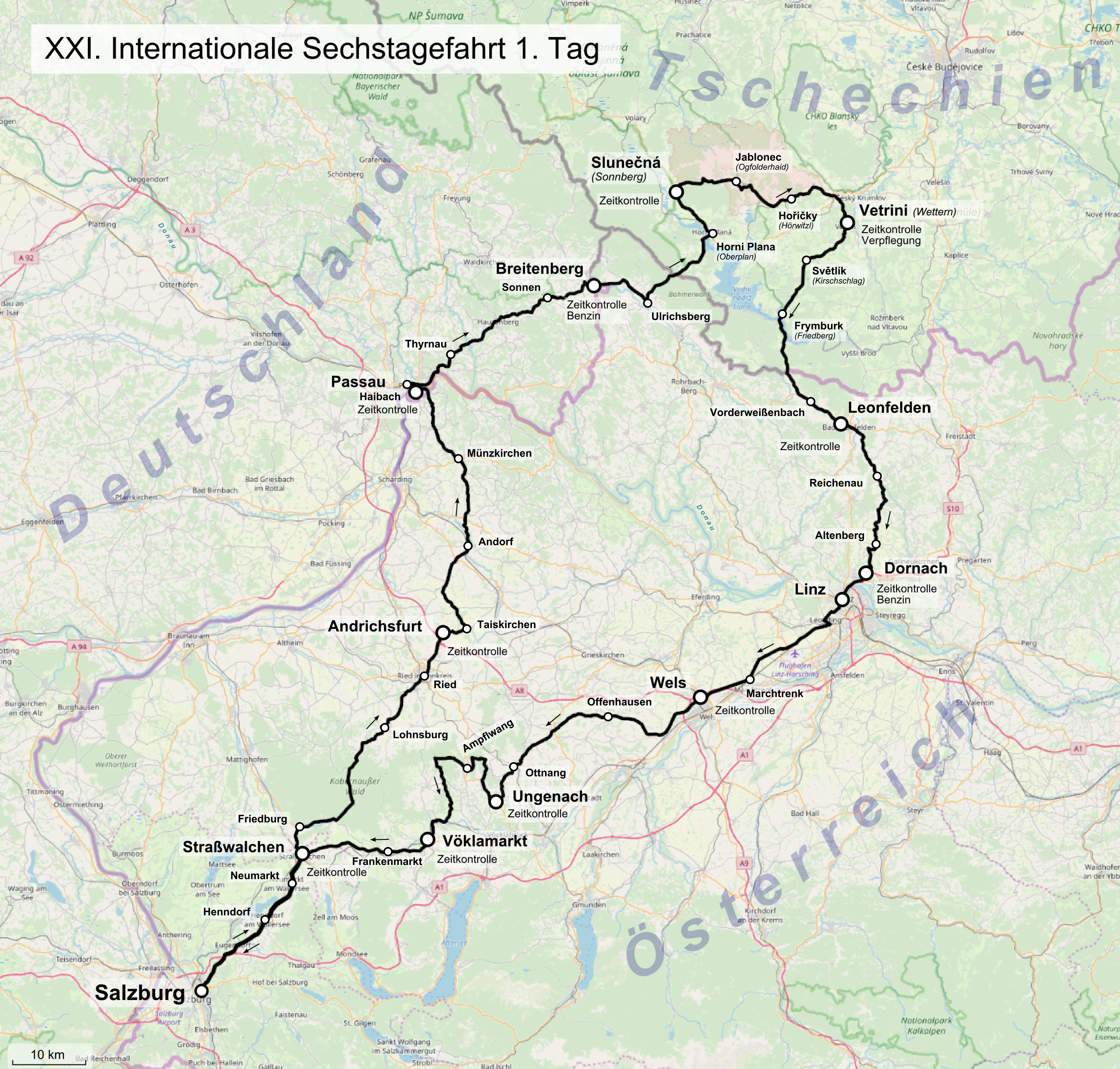
Strecke des 1. Tages

Von den 278 gemeldeten Fahren nahmen 266 den Wettkampf auf. – Elf Maschinen erhielten keine positive Abnahme, ein Fahrer ist nicht gestartet.
Mit einer Gesamtlänge von 475 Kilometern war die erste Etappe die längste der Veranstaltung. Die so bezeichnete Sudetenlandstrecke führte nach dem Start in Salzburg nach Norden über Henndorf, Neumarkt, Straßwalchen, Friedburg, Lohnsburg, Ried, Andrichsfurt, Taiskirchen, Münzkirchen und Haibach nach Passau. Von dort weiter nach Nordosten und Osten über Thyrnau, Sonnen, Breitenberg, Ulrichsberg, Oberplan, Sonnberg, Ogfelderhaid und Höritz nach Wettern. Von dort nach Süden über Kirchschlag, Friedberg, Vorderweißenbach, Leonfelden und Altenberg nach Linz. Weiter nach Südwesten über Marchtrenk, Wels, Offenhausen, Ottnang, Ungenach, Ampflwang, Vöcklamarkt, Frankenmarkt nach Straßwalchen. Von dort ging es in entgegengesetzter Richtung auf selber Strecke wie nach dem Start zurück nach Salzburg. Es waren elf Zeitkontrollen zu passieren.
15 Fahrer schieden aus dem Wettbewerb aus.

### 2. Tag

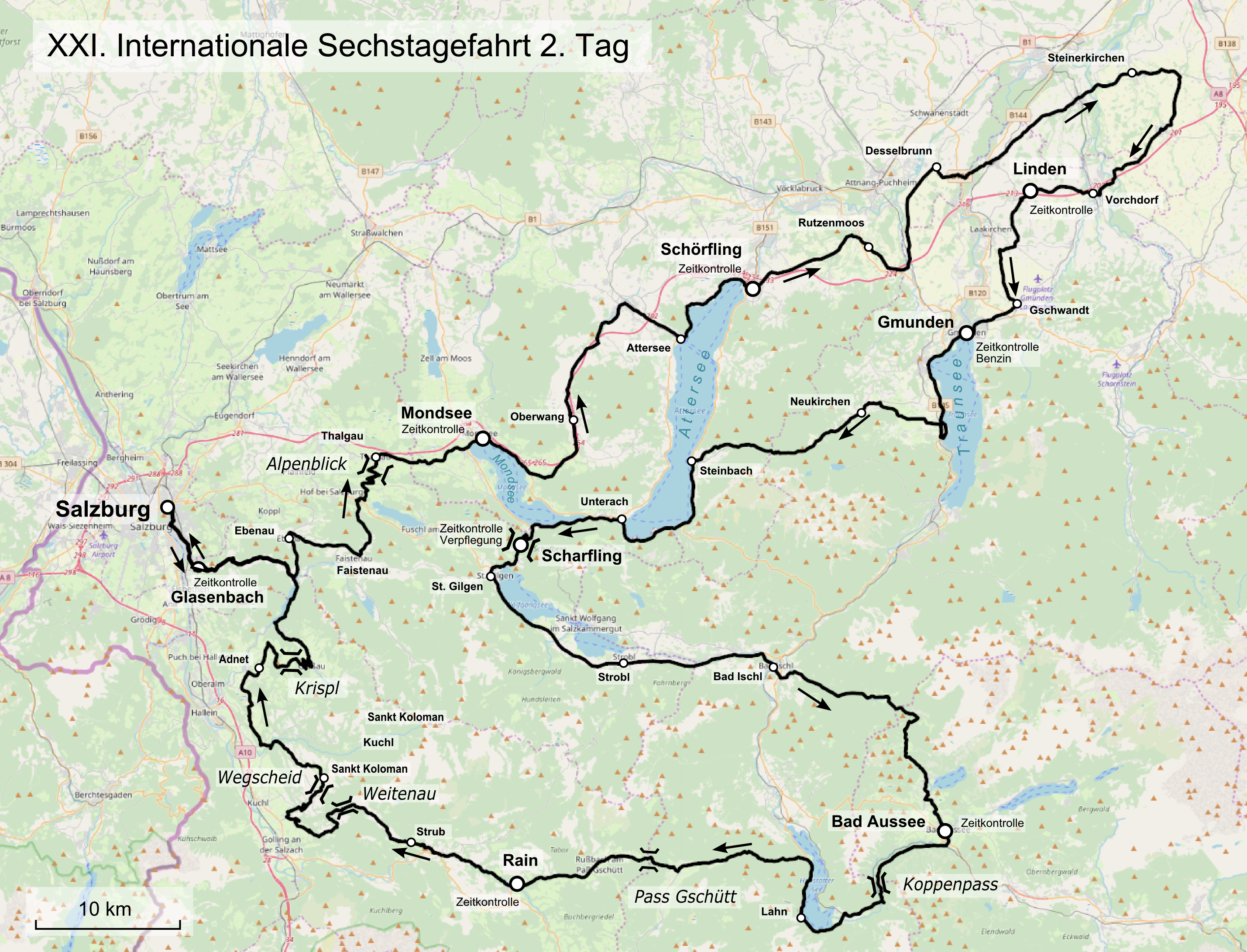
Strecke des 2. Tages

Die so bezeichnete Salzkammergutstrecke des zweiten Fahrtags war 373 Kilometer lang. Sie verlief von Salzburg nach Nordosten über Ebenau, Faistenau, Thalgau, Mondsee, Oberwang, Attersee, Schörfling, Rutzenmoos und Desselbrunn nach Steinerkirchen. Von dort nach Südwesten über Vorchdorf, Linden, Gschwandt, Gmunden, Neukirchen, Seefeld, Unterach und Scharfling nach Sankt Gilgen. Von hier weiter nach Ost und Südost über Strobl und Bad Ischl nach Bad Aussee. Weiter nach Westen und Nordwesten über Obertraun, Hallstatt, Gosaumühle, Gosau, Rußbach durch das Lammertal, Sankt Koloman, Adnet und Krispl nach Ebenau. Von dort ging es in entgegengesetzter Richtung auf selber Strecke wie nach dem Start zurück nach Salzburg. Im Streckenverlauf waren neun Zeitkontrollen eingerichtet.
24 Fahrer schieden aus dem Wettbewerb aus, davon ist ein Fahrer nicht mehr gestartet.

### 3. Tag

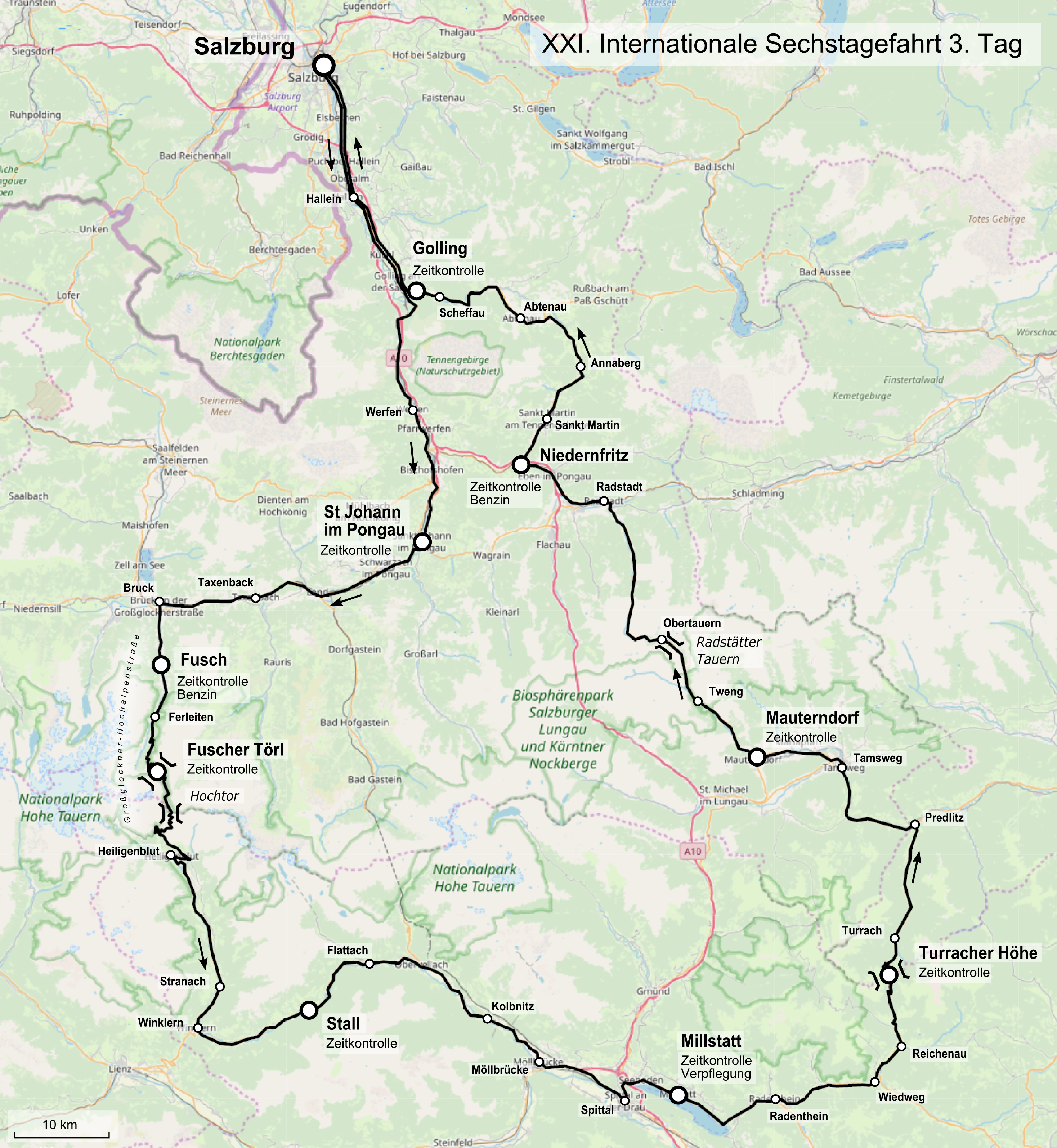
Strecke des 3. Tages

Die Etappe des dritten Tages war 449 Kilometer lang. Nach dem Start in Salzburg führte die so bezeichnete Großglocknerstrecke in die Alpen über Hallein, Werfen, Bischofshofen, St. Johann, Sankt Veit, Taxenbach nach Bruck. Von dort nach Süden über die Großglockner-Hochalpenstraße, in deren Verlauf auch die maximale Höhe der Etappe mit 2506 m ü. A. erreicht wurde, bis nach Heiligenblut und weiter nach Winklern. Von dort nach Osten durch das Tal der Möll, Spittal an der Drau, Millstatt und Radenthein nach Reichenau. Von dort über die Turracher Höhe (1795 m ü. A.), Turrach, Predlitz, Tamsweg, Radstadt, Niedernfritz, St. Martin, Lungötz, Annaberg und Abtenau nach Golling. Folgend ging es in entgegengesetzter Richtung auf selber Strecke wie nach dem Start zurück nach Salzburg. Es waren neun Zeitkontrollen im Streckenverlauf zu passieren.
13 Fahrer schieden aus dem Wettbewerb aus.

### 4. Tag

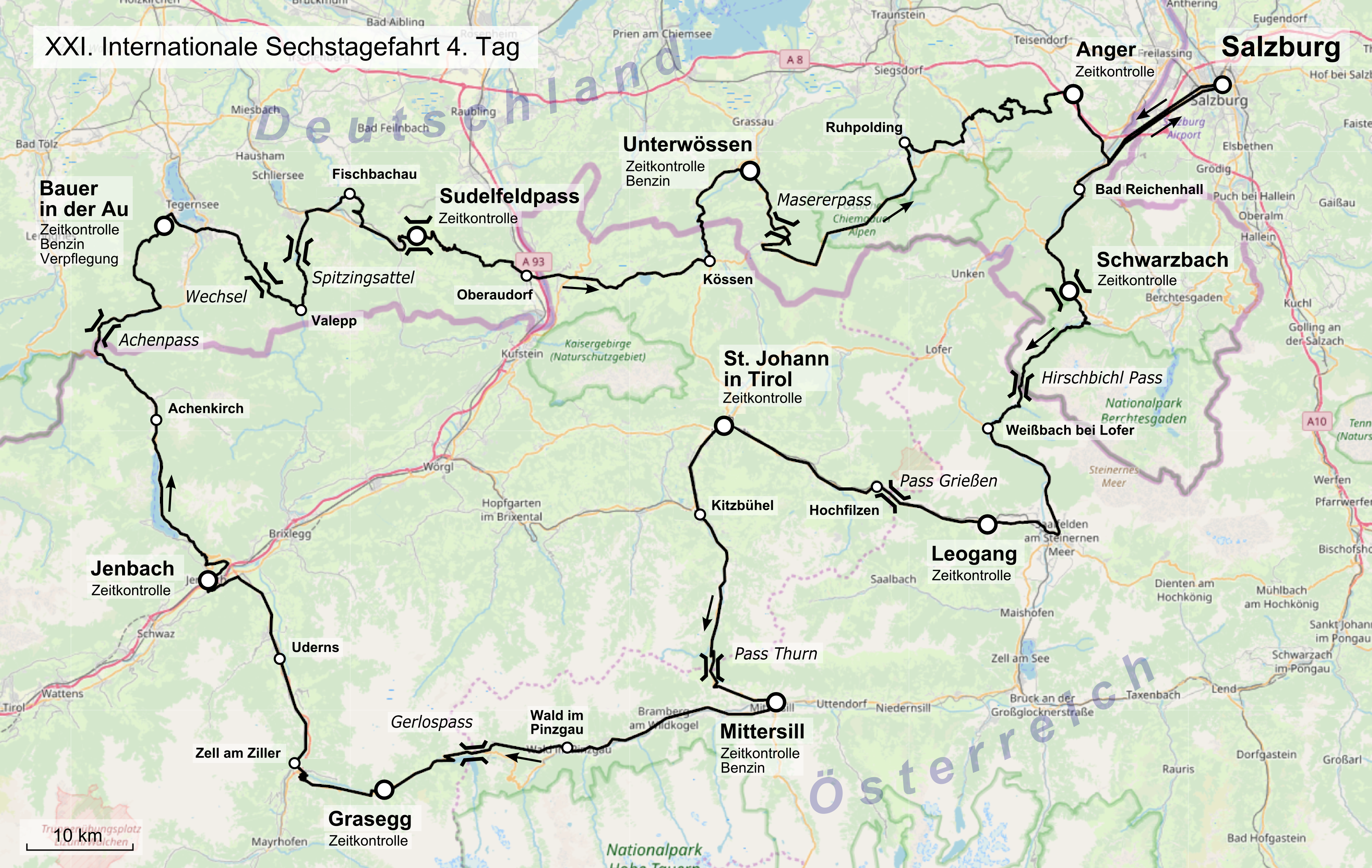
Strecke des 4. Tages

Die so bezeichnete Tirolerstrecke des vierten Fahrtags war 466 Kilometer lang und damit die zweitlängste Tagesetappe. Nach Start in Salzburg führte die Strecke über Bad Reichenhall, den Pass Schwarzbachwacht, Weißbach bei Lofer, Leogang, den Grießenpass, Hochfilzen, St. Johann, Kitzbühel, den Pass Thurn, Mittersill, Neukirchen und den Gerlospass nach Zell am Ziller. Von dort nach Norden und später Westen über Uderns, Jenbach, den Achenpass, Bad Wiessee, Valepp, Fischbachau, das Sudelfeld, Kössen, Unterwössen, Ruhpolding und Anger ins Tal der Saalach. Von dort ging es in entgegengesetzter Richtung auf selber Strecke wie nach dem Start zurück nach Salzburg. Es waren zehn Zeitkontrollen im Streckenverlauf eingerichtet.
In der Trophy-Wertung führte die Mannschaft des Deutschen Reichs vor der britischen Mannschaft und der Mannschaft Italiens.
16 Fahrer schieden aus dem Wettbewerb aus.

### 5. Tag

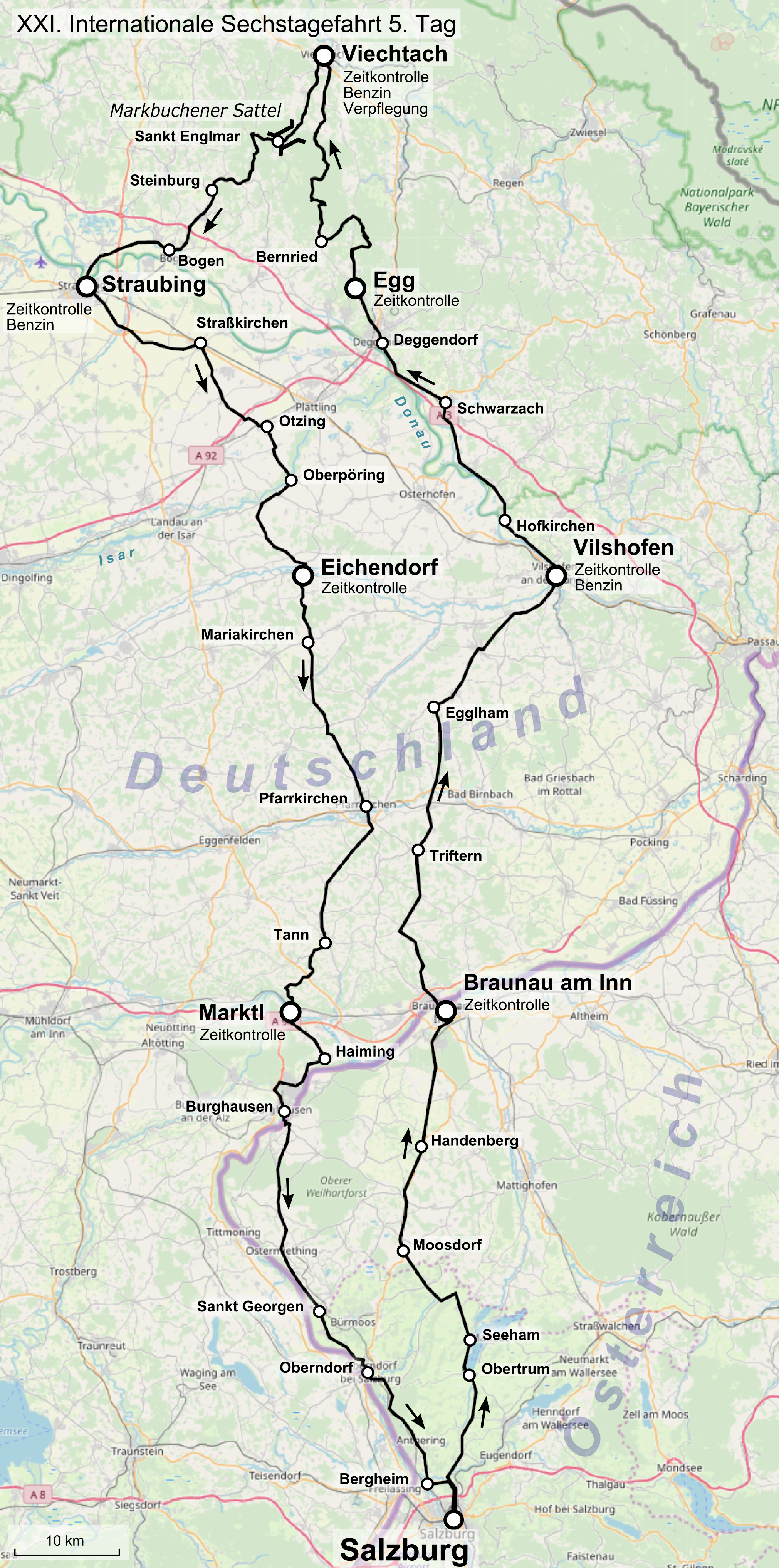
Strecke des 5. Tages

Die Etappe des vorletzten Tages wurde als Bayerische Waldstrecke bezeichnet und führte über 421 Kilometer. Die Strecke verlief von Salzburg nach Norden über Obertrum am See, Seeham, Moosdorf, Braunau am Inn, Triftern, Egglham, Aidenbach, Vilshofen, Hofkirchen, Schwarzach, Deggendorf, Egg und Bernried nach Viechtach. Dort kehrte die kehrte die Strecke wieder nach Süden um und führte über Englmar, Bogen, Straubing, Straßkirchen, Eichendorf, Mariakirchen, Pfarrkirchen, Tann, Marktl, Haiming, Burghausen, Sankt Georgen, Laufen und Bergheim zurück nach Salzburg. Es waren sieben Zeitkontrollen im Streckenverlauf eingerichtet.
In der Trophy-Wertung führte die Mannschaft des Deutschen Reichs vor der Mannschaft Italiens und der britischen Mannschaft.
43 Fahrer schieden aus dem Wettbewerb aus, davon sind 29 Fahrer nicht mehr gestartet.

### 6. Tag

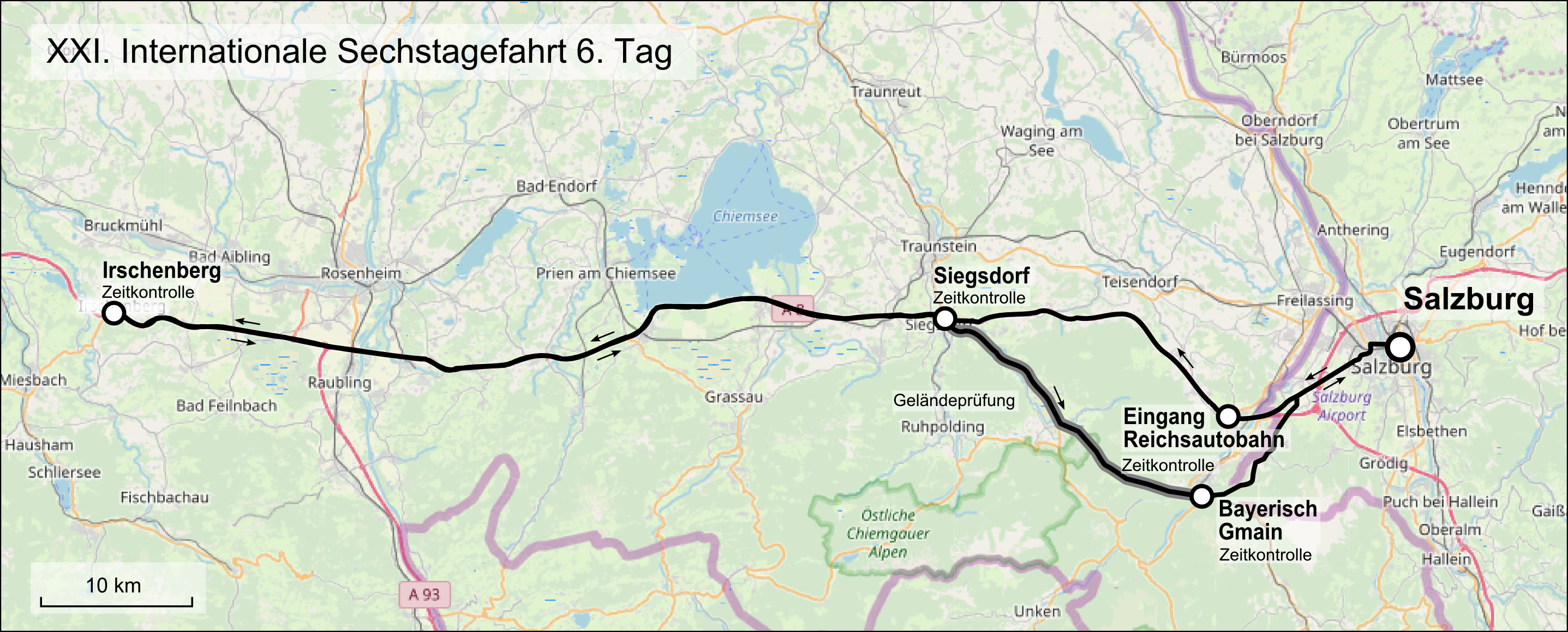
Strecke des 6. Tages

Die letzte Tagesetappe, als Reichsautobahnstrecke bezeichnet, führte über 181 Kilometer und war gleichzeitig die kürzeste Etappe der Veranstaltung.
Von Salzburg aus ging es auf die Reichsautobahn 8 in Richtung München bis nach Irschenberg. Dort wurde gewendet und die Richtungsfahrbahn nach Salzburg bis zur Anschlussstelle Siegsdorf gefahren. Ab Siegsdorf begann eine Geländeprüfung bis Bayerisch Gmain und die Strecke führte zum Zielort Salzburg.
Im Streckenverlauf waren drei Zeitkontrollen eingerichtet.
Neun Fahrer schieden aus dem Wettbewerb aus, davon sind acht Fahrer nicht mehr gestartet. Von 266 am ersten gestarteten Fahrern erreichten 146 das Ziel.

## Endergebnisse

### World Trophy
| Platz | Team                       | Strafpunkte |
| ----- | -------------------------- | ----------- |
| 1.    | Deutsches Reich            | 0           |
| 2.    | Königreich Italien         | 43          |
| 3.    | Vereinigtes Königreich (a) | 804         |

### Silbervase
| Platz | Team                                      | Strafpunkte | Fahrzeit (a) |
| ----- | ----------------------------------------- | ----------- | ------------ |
| 1.    | Deutsches Reich (A-Mannschaft)            | 0           | 2:06:08,30   |
| 2.    | Königreich Italien (A-Mannschaft)         | 0           | 2:16:10,00   |
| 3.    | Niederlande (A-Mannschaft)                | 214         | -            |
| 4.    | Niederlande (B-Mannschaft)                | 300         | -            |
| 5.    | Deutsches Reich (B-Mannschaft)            | 303         | -            |
| 6.    | Königreich Italien (B-Mannschaft)         | 415         | -            |
| 7.    | Vereinigtes Königreich (B-Mannschaft) (b) | 600         | -            |
| 8.    | Schweden                                  | 800         | -            |
| 9.    | Vereinigtes Königreich (A-Mannschaft) (b) | 900         | -            |

### Einzelwertung
| Klasse       | Starter | Gold | Silber | Bronze | ohne Wertung | Ausfall/Disqualifikation | Ausfall/Disqualifikation | Ausfall/Disqualifikation | Ausfall/Disqualifikation | Ausfall/Disqualifikation | Ausfall/Disqualifikation | Ausfall/Disqualifikation |
| Klasse       | Starter | Gold | Silber | Bronze | ohne Wertung | 1. Tag                   | 2. Tag                   | 3. Tag                   | 4. Tag                   | 5. Tag                   | 6. Tag                   | Gesamt                   |
| ------------ | ------- | ---- | ------ | ------ | ------------ | ------------------------ | ------------------------ | ------------------------ | ------------------------ | ------------------------ | ------------------------ | ------------------------ |
| 125 cm³      | 16      | 7    | 0      | 1      | 1            | 1                        | 1                        | 2                        | 0                        | 3                        | 0                        | 7                        |
| 250 cm³      | 70      | 32   | 10     | 10     | 1            | 2                        | 2                        | 2                        | 4                        | 6                        | 1                        | 17                       |
| 350 cm³      | 43      | 8    | 2      | 1      | 0            | 5                        | 3                        | 3                        | 2                        | 14                       | 5                        | 32                       |
| 500 cm³      | 95      | 34   | 11     | 8      | 2            | 4                        | 8                        | 5                        | 5                        | 15                       | 3                        | 40                       |
| 750 cm³      | 2       | 1    | 1      | 0      | 0            | 0                        | 0                        | 0                        | 0                        | 0                        | 0                        | 0                        |
| 600 cm³ (b)  | 35      | 7    | 3      | 6      | 0            | 1                        | 7                        | 1                        | 5                        | 5                        | 0                        | 19                       |
| 1000 cm³ (b) | 5       | 0    | 0      | 0      | 0            | 3                        | 2                        | 0                        | 0                        | 0                        | 0                        | 5                        |
| Gesamt       | 266     | 89   | 27     | 26     | 4            | 16                       | 23                       | 13                       | 16                       | 43                       | 9                        | 120                      |